# Mutesa II de Buganda
Edward Mutesa II (19 de noviembre de 1924-Londres, 21 de noviembre de 1969) fue rey de la región de Buganda y primer presidente de la República de Uganda entre 1963 y 1966.
Su nombre completo era sir Edward Frederick William David Walugembe Mutebi Luwangula Mutesa, pero recibía el apodo de King Freddie (‘Rey Freddie’) de parte de sus seguidores. Como rey también fue el líder de la tribu ganda, que dominaba Buganda.

## Biografía
Mutesa nació en la casa de Albert Ruskin Cook en Makindye, Kampala, el 19 de noviembre de 1924, quinto hijo del Kabaka Daudi Cwa II, que reinó entre 1897 y 1939. La madre de Mutesa fue Lady Irene Drusilla Namaganda, del clan Nte. Fue educado en el King's College Budo, una prestigiosa escuela de Uganda.
Tras la muerte de su padre el 22 de noviembre de 1939, fue elegido Kabaka por el Lukiiko a la edad de 15 años y fue instalado fuera del Lubiri en Mengo el 25 de noviembre de 1939. Reinó bajo un Consejo de Regentes hasta que alcanzó la mayoría de edad y asumió plenos poderes.
Asistió al Magdalene College, Cambridge en Inglaterra, y se formó militarmente en el cuerpo de oficiales, obteniendo el grado de capitán de la Guardia de Granaderos. 

## Reinado
Mutesa II fue coronado como Kabaka en Buddo el 19 de noviembre de 1942, día de su decimoctavo cumpleaños. En aquella época Buganda era parte del protectorado británico de Uganda. Continuó los intentos de su padre de convertir el reino en una monarquía constitucional. En los comienzos de las discusiones entre los oficiales británicos de hacer de Uganda un país independiente, Mutesa hizo gestiones para que éstos le aseguraran la independencia de Buganda como un país soberano respecto a Uganda. Sin embargo, sus esfuerzos fueron tan inútiles como impopulares. Al poco tiempo fue depuesto y obligado a partir al exilio.
Entre 1945 y 1950 se produjeron protestas generalizadas contra los gobiernos del Gobernador de Uganda y del Kabaka Mutesa. A principios de la década de 1950, el Gobierno británico propuso la idea de unir África Oriental Británica (Uganda, Kenia y Tanganica) en una federación. Los africanos temían que esto les llevara a quedar bajo el control de la comunidad de colonos blancos de Kenia, como había ocurrido en la Federación de Rodesia y Nyasalandia. Los baganda, que temían perder la limitada autonomía que tenían bajo el dominio británico, se opusieron especialmente. El propio Mutesa se opuso a la propuesta y entró en conflicto con el gobernador británico, Sir Andrew Cohen, lo que provocó la crisis de Kabaka. 
En 1953, el Lukiiko (Parlamento) de Buganda solicitó la independencia del Protectorado de Uganda, y el propio Mutesa exigió que Buganda fuera separada del resto del protectorado de Uganda y transferida a la jurisdicción del Ministerio de Asuntos Exteriores. La respuesta del gobernador Cohen fue deponer y exiliar al Kabaka el 30 de noviembre, lo que provocó protestas masivas entre los baganda. La salida forzosa de Mutesa, llevada a cabo por el comandante de ala Clive Beadon, le convirtió en un mártir a los ojos de los baganda, cuyo separatismo latente desencadenó una tormenta de protestas. Cohen no encontró entre los baganda a nadie dispuesto y capaz de movilizar el apoyo a sus planes. Tras dos años de implacable hostilidad y obstrucción por parte de los ganda, Cohen se vio obligado a restituir al «Kabaka Freddie», que regresó a Kampala el 17 de octubre de 1955 en virtud de un acuerdo negociado que le convertía en monarca constitucional y otorgaba a los baganda el derecho a elegir representantes en el parlamento del reino, el Lukiiko. El hecho de que Mutesa se enfrentara a Cohen aumentó enormemente su popularidad en el reino.
En 1962, Uganda se independizó de Gran Bretaña bajo el liderazgo de Milton Obote. En virtud de la nueva constitución del país, el Reino de Buganda se convirtió en una parte semiautónoma de una nueva federación ugandesa. El primer ministro federal era Milton Obote, líder del Congreso del Pueblo de Uganda (UPC), que entró en una coalición de gobierno con el partido regional dominante de Buganda, Kabaka Yekka. Obote retiró a Uganda de la Commonwealth y reemplazól cargo de Gobernador General de Uganda fue abolido con la consecución del estatus republicano y sustituido por un Presidente no ejecutivo. Obote y la UPC llegaron a un acuerdo con Mutesa para apoyar su elección a la Presidencia de Uganda. En una sesión del Parlamento celebrada el 4 de octubre de 1963, Mutesa fue elegido presidente mediante votación secreta con el apoyo de más de dos tercios de los miembros.
En 1964, la coalición entre los partidos de Mutesa y Obote se vino abajo por la imposición, en contra de la voluntad de Mutesa, de un referéndum para decidir el destino de dos «condados perdidos». Los residentes de los dos condados votaron abrumadoramente a favor de su devolución de Buganda a Bunyoro. En 1966, el distanciamiento entre Mutesa y Obote se unió a la otra crisis. Obote se enfrentaba a una posible destitución por las luchas internas entre facciones de su propio partido. Hizo arrestar y detener a los otros cuatro miembros destacados de su partido y, a continuación, suspendió la constitución federal y se autoproclamó Presidente de Uganda en febrero de 1966, destituyendo a Mutesa. El Parlamento regional de Buganda aprobó una resolución en mayo de 1966 en la que declaraba que la incorporación de iure de Buganda a Uganda había terminado con la suspensión de la constitución y pedía al gobierno federal que desalojara la capital, que estaba en Buganda. Obote respondió con la un ataque armado contra el palacio del Kabaka's, enviando a Mutesa al exilio en el Reino Unido a través de Burundi, y en 1967 una nueva constitución abolió todos los reinos de Uganda, incluido el de Buganda.

## Exilio y muerte
Durante su exilio, Mutesa escribió una autobiografía, La profanación de mi reino.
Mutesa murió por intoxicación etílica en su piso de Londres, el 28 de Orchard House, en Rotherhithe, en 1969. Identificada por la Policía Metropolitana como un suicidio, la muerte ha sido considerada como un asesinato por quienes afirman que Mutesa pudo haber sido alimentado a la fuerza con vodka por agentes del régimen de Obote. Pocas horas antes de su muerte, el periodista británico John Simpson entrevistó a Mutesa en su apartamento y comprobó que estaba sobrio y de buen humor. Simpson informó de ello a la policía al día siguiente de enterarse de la muerte de Mutesa, pero esta línea de investigación no se siguió.
Después de que el cuerpo de Mutesa fuera embalsamado por Desmond Henley, fue enterrado provisionalmente en una bóveda de las catacumbas de la Iglesia católica romana de Santa María en el cementerio de Kensal Green, al oeste de Londres, el miércoles 3 de diciembre de 1969. Esto fue después de un servicio de réquiem que se celebró en Wellington Barracks Chapel. Asistieron el líder del Partido Democrático (PD), Ben Kiwanuka, el obispo Adrian Kivumbi Ddungu, de la diócesis de Masaka, y monseñor Anatoli Kamya, representante de la archidiócesis de Kampala. El servicio de réquiem fue dirigido conjuntamente por el obispo C.E Stuart, John Taylor y el reverendo S.J Davies. Su cuerpo fue finalmente repatriado a Uganda en 1971, tras el derrocamiento de Obote, y recibió un funeral de Estado en Kasubi Nabulagala. El presidente que ordenó el funeral de Estado fue Idi Amin, que como comandante del ejército había dirigido el asalto al palacio de Mutesa en 1966. Se dice por muchos relatos que mientras estaba en el exilio en Londres, «King Freddie» estaba a la vez en apuros económicos y perdido.